# Westerbönen
Westerbönen ist ein Ortsteil der westfälischen Gemeinde Bönen, Kreis Unna. 

## Geographie

### Lage
Westerbönen liegt, anders als der Name vermuten lässt, östlich des Zentralortes Alt-Bönen der Gemeinde Bönen. Die A 2 führt durch den Norden des Ortsteils.

### Nachbargemeinden
Westerbönen grenzte im Jahr 1967 im Uhrzeigersinn im Norden beginnend an die Gemeinden Pelkum, Weetfeld, Osterbönen, Flierich, Bramey-Lenningsen und Altenbögge-Bönen. Alle diese Gemeinden gehörten zum Kreis Unna.

## Geschichte
Im Rahmen der kommunalen Neuordnung wurden die Gemeinden Altenbögge-Bönen, Nordbögge, Westerbönen und Osterbönen (alle bislang dem Amt Pelkum zugehörig) sowie Bramey-Lenningsen und Flierich (beide Amt Rhynern) am 1. Januar 1968 zur neuen Gemeinde Bönen zusammengeschlossen.

## Einwohnerentwicklung
| Jahr | Einwohner |
| ---- | --------- |
| 1849 | 222       |
| 1910 | 332       |
| 1931 | 346       |
| 1956 | 393       |
| 1961 | 334       |
| 1967 | 314       |
| 1987 | 259       |

| Jahr | Einwohner |
| ---- | --------- |
| 2013 | 201       |
| 2019 | 238       |
| 2022 | 249       |

## Industriegebiet
Westerbönen hat Anteil an dem Bönener Industriegebiet, das sich im Norden des Ortsteils in der Nähe der Autobahn A 2 befindet.

## Verkehr
Die Landesstraße L 667 verbindet Westerbönen im Westen mit Alt-Bönen und Altenbögge und im Osten mit Freiske, Rhynern, Süddinker, Dorfwelver, Norddinker und Uentrop.